# 紫野柳公園ラヂオ塔
紫野柳公園ラヂオ塔（むらさきのやなぎこうえんラヂオとう）は、京都市北区紫野上柳町の紫野柳公園内にあるラヂオ塔。

## 概要

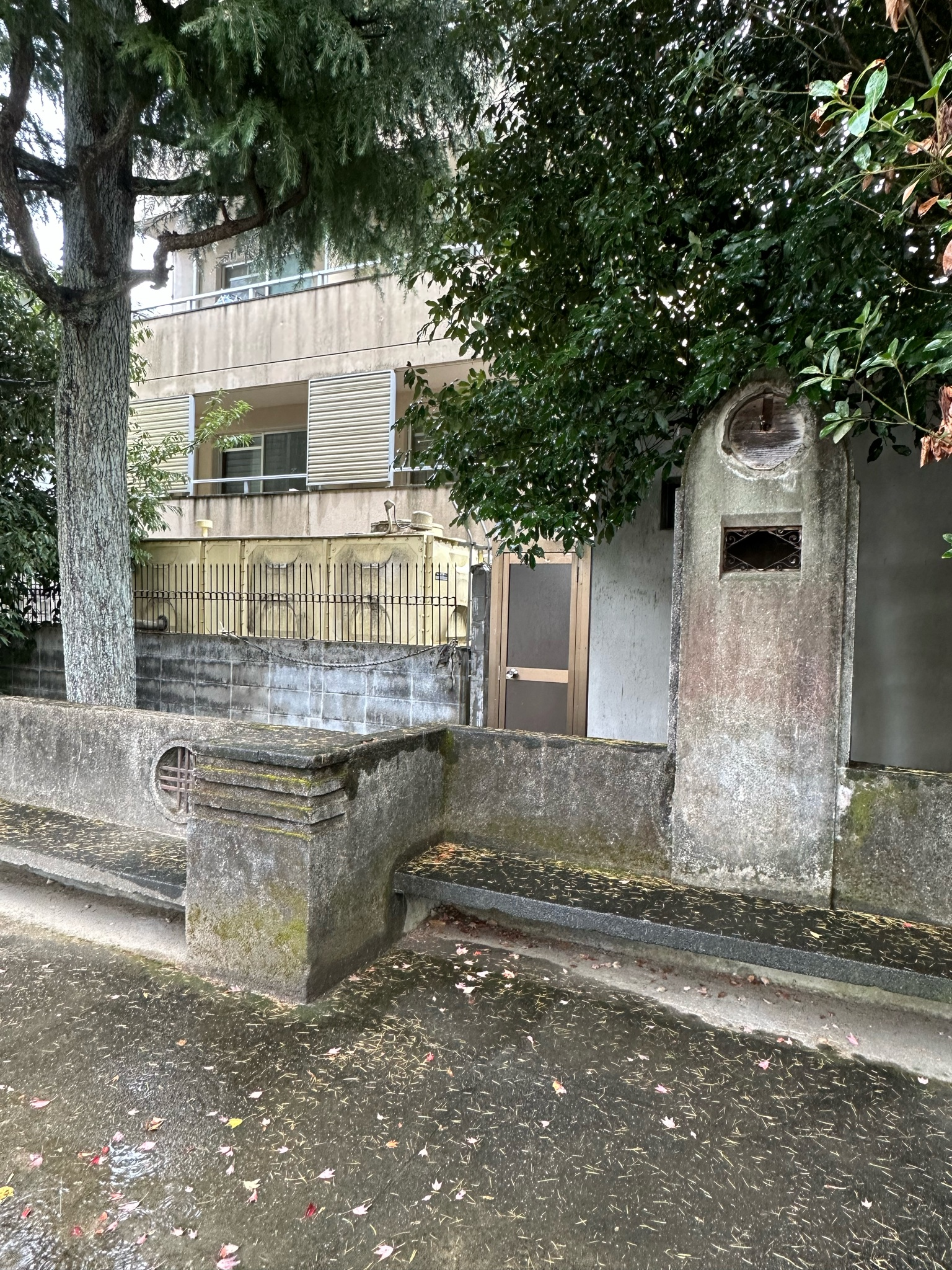
前から見た風景

他の塔には見かけない上側尖った形状であり1番上の丸窓にスピーカーがあったと思われる。ほとんどのラヂオ塔には屋根があるが、このラヂオ塔には見られない。アール・デコ風の格子が取り付けられている。
このラヂオ塔は国旗掲揚台を兼ねており、背面に旗竿が取り付けられているため円柱上に抉れている。
長細い公園の上座に設置されている舞台と一体となったラヂオ塔は横幅11m×奥行き4mほど、高さ約2.4m(舞台含まず)。
- アール・デコ風
- 背面
- 側面の穴
- ラヂオ塔から見た風景

## 所在地
〒603-8177 京都府京都市北区紫野上柳町49

## アクセス
- 京都市営地下鉄烏丸線
  - 鞍馬口駅より徒歩7分
  - 北大路駅より徒歩10分